# Glacidorbis pawpela
Glacidorbis pawpela é uma espécie de gastrópode  da família Hydrobiidae.
É endémica da Austrália.